# أفشالوم، سيناء
أفشالوم ( (بالعبرية: אבשלום‏) كانت مستوطنة إسرائيلية في شبه جزيرة سيناء المصرية. تأسست أفشالوم في 1973 بعد الاحتلال الإسرائيلي لشبه جزيرة سيناء. سميت في البداية مركز سادوت وبعدها يدعون. ثم تغير اسمها فيما بعد إلى أفشالوم، تكريمًا لأفشالوم فاينبيرغ، وهو زعيم شبكة التجسس (نيلي) الذي قُتل في سيناء خلال الحرب العالمية الأولى. أُخليت أفشالوم بعد ثلاث سنوات من إحتلالها نتيجة لاتفاق كامب ديفيد. بعد أن قامت مصر بخوض حرب لتحرير سيناء. في عام 1990 تأسست مستوطنة مجتمعية جديدة بنفس الاسم في الأراضي الفلسطينية التي تحتلها إسرائيل.